# Carolina Hurricanes
Die Carolina Hurricanes (IPA: [kæɹəˈlaɪnə ˈhʌɹɪˌkeɪns]) sind ein US-amerikanisches Eishockeyfranchise der National Hockey League aus Raleigh im Bundesstaat North Carolina. Es wurde im November 1971 als Franchise der World Hockey Association unter dem Namen New England Whalers gegründet und nahm zum Beginn der Saison 1972/73 den Spielbetrieb auf. Nach der Auflösung der WHA im Jahr 1979 wurden die Whalers gemeinsam mit drei weiteren Teams in die NHL aufgenommen, wo sie zur Saison 1979/80 erstmals antraten. Gleichzeitig änderten sie ihren Namen in Hartford Whalers. Vor der Saison 1997/98 erfolgten der Umzug und die Umbenennung in den derzeitigen Namen. Die Teamfarben sind Rot, Schwarz, Silber und Weiß.
Die Hurricanes tragen ihre Spiele in der Lenovo Center aus. Seit dem Umzug aus Hartford schwankten die Leistungen der Mannschaft sehr. Auf die erstmalige Stanley-Cup-Finalteilnahme im Jahr 2002 folgten zwei Jahre ohne Playoff-Teilnahme, ehe 2006 der Gewinn der prestigeträchtigen Trophäe gelang.

## Geschichte
Das Team wurde 1971 unter dem Namen New England Whalers gegründet, als die World Hockey Association bekannt gab, dass in Boston ein Franchise eröffnet werden soll. Die Liga startete 1972 in ihre erste Saison und die Whalers entschieden die erste Meisterschaft für sich. 1974 zog das Team nach West Springfield, Massachusetts, um, 1975 nach Hartford, Connecticut.
1979 löste sich die WHA auf und die New England Whalers traten der National Hockey League bei. Da es im New-England-Territorium mit den Boston Bruins noch ein weiteres Team gab, benannte man sich in Hartford Whalers um. Die Whalers konnten nicht an ihre Leistungen der WHA anknüpfen.

### Die Jahre in Greensboro
Im März 1997 verkündete der Besitzer des Teams, Peter Karmanos, die Entscheidung Hartford zu verlassen. Im Juli wurde bekannt, dass das Team nach North Carolina umgesiedelt wird. Mit dem kurzfristigen Umzug war eine Änderung des Namens in Carolina Hurricanes und der Mannschaftsfarben verbunden. Ab sofort sollten die Spiele im neuen Raleigh Entertainment and Sports Arena in Raleigh ausgetragen werden. Doch die Arena war noch nicht fertiggestellt und so musste man die ersten beiden Jahre im Greensboro Coliseum in Greensboro verbringen. Doch das Ganze warf Probleme auf, denn Raleigh, die eigentliche Heimatstadt der Hurricanes, ist etwa 90 Minuten von Greensboro entfernt. Hinzu kam noch, dass beide Städte unterschiedlichen Regionen angehören. Und da es mit den Carolina Monarchs auch ein Eishockeyteam der American Hockey League in Greensboro gab, weigerten sich die Bewohner zu den Hurricanes zu gehen. Die Folge war, dass man vor weniger als 10.000 Zuschauern spielte (der Oberrang wurde mit einem Vorhang abgetrennt) und man somit finanzielle Einbuße hinnehmen musste.
In der Saison 1998/99 konnten mittlerweile etwa 12.000 Zuschauer pro Spiel angelockt werden, doch man blieb weiter deutlich unter dem Ligadurchschnitt. Sportlich lief es dagegen besser und das Team erreichte dank des zurückgekehrten langjährigen Whalers-Kapitän Ron Francis zum ersten Mal seit 1992 die Playoffs. Tragischer Höhepunkt der Saison war das Ausscheiden in der ersten Runde gegen die Boston Bruins und kurz darauf der tödliche Autounfall von Verteidiger Steve Chiasson.

### Aufschwung und Depression in Raleigh
1999/2000 zogen die Hurricanes in die moderne Raleigh Entertainment and Sports Arena in Raleigh ein, doch die Mannschaft verpasste die Playoffs. 2000/01 erreichte das Team die erste Runde der Playoffs und schied gegen die New Jersey Devils aus. 2001/02 konnte das Team zum ersten Mal richtig auf sich in den Playoffs aufmerksam machen. Die Hurricanes trafen erneut auf die New Jersey Devils, die als sehr stark eingeschätzt wurden, doch diesmal setzten sich die Hurricanes durch.
In der zweiten Runde traf das Team auf die Canadiens de Montréal. Im vierten Spiel der Serie im Molson Centre in Montreal lag Carolina in der Serie mit 1-2 und in dem Spiel mit 0-3 im letzten Drittel zurück, doch die Hurricanes kämpften sich heran und glichen vor Ende des Spiels zum 3-3 aus. In der Verlängerung traf Niclas Wallin zum Sieg. Carolina gewann die nächsten zwei Spiele gegen Montréal und zog ins Conference-Finale ein, wo Carolina auf die Toronto Maple Leafs traf. Nach fünf Spielen stand es 3-2 für die Hurricanes. Im sechsten Spiel führten sie bis kurz vor Schluss, doch Mats Sundin glich 22 Sekunden vor dem Ende des Spiels aus. Erneut musste Carolina in die Verlängerung und erneut waren die Hurricanes der Sieger und zogen somit zum ersten Mal in ihrer Geschichte ins Stanley-Cup-Finale ein.
Die Hurricanes trafen in den Finalspielen auf die Detroit Red Wings. Im ersten Spiel der Final-Serie besiegten die Hurricanes ihren Gegner aus Detroit. Die Red Wings schlugen zurück und glichen aus. Das dritte Spiel ging bis in die dritte Verlängerung, wo die Red Wings den Sieg holten. Die Detroit Red Wings sicherten sich am Ende den Stanley Cup nach fünf Spielen. Für die Carolina Hurricanes war es mit Abstand die bis zu diesem Zeitpunkt beste Saison ihrer Geschichte.
Der Aufschwung hielt nicht lange und in den folgenden zwei Spielzeiten fand man sich in unteren Tabellenregionen der Liga wieder. Die Folge war, dass die durch das sensationelle Auftreten in den Playoffs 2002 gewonnenen Fans wieder das Interesse verloren und der Zuschauerandrang nachließ. Eine der wenigen positiven Dinge war, dass man mit Eric Staal 2003 ein großes Talent draften konnte. Im November 2003 wurde der Trainer Paul Maurice entlassen, der schon das Team trainierte, als es noch in Hartford beheimatet war. Nachfolger wurde Peter Laviolette, der zuvor als Trainer bei den New York Islanders angestellt war.

### Die beste Saison des Franchise
2005/06 wurde die erfolgreichste reguläre Saison der 34-jährigen Franchise-Geschichte. Zum ersten Mal gewann man mehr als 50 Spiele und konnte die Grenze von 100 Punkten knacken. Zudem belegte das Team den ersten Platz in der Southeast Division und Platz drei in der Liga. Der Zuschauerschnitt lag knapp unter 15.600 pro Spiel und zum ersten Mal seit dem Umzug nach North Carolina konnte das Team einen Gewinn erwirtschaften. Kurz vor dem Ende der Transferperiode hatten die Hurricanes noch die Veterane Doug Weight und Mark Recchi verpflichtet, um das Team für die Playoffs zu verstärken.
Die Playoffs 2006 begannen mit zwei Heimniederlagen gegen die Montréal Canadiens. Die Hurricanes revanchierten sich bei den Canadiens und gewannen die nächsten zwei Spiele in Montreal und legten noch zwei weitere Siege nach. Der Einzug in die nächste Runde war nun geschafft.
In Runde 2 warteten die New Jersey Devils. Man erwartete eine enge Serie, sie gestaltete sich jedoch sehr einseitig. Im ersten Spiel gewannen die Hurricanes mit 6-0 und Torhüter Cam Ward, der Martin Gerber als Nummer eins in den Playoffs verdrängte, konnte seinen ersten Playoff-Shutout feiern. Spiel 2 gestaltete sich ausgeglichener. Erst drei Sekunden vor Schluss des Spiels konnte Eric Staal das Spiel zum 2-2 ausgleichen und in der Verlängerung war, wie gegen Montreal 2002, Niclas Wallin der Siegtorschütze und schoss das entscheidende Tor für die Hurricanes. Spiel 3 konnte ebenfalls mit 3-2 gewonnen werden. Im vierten Spiel wahrten die New Jersey Devils eine Chance auf den Einzug in die nächste Runde mit einem deutlichen 5:1-Sieg, doch im fünften Spiel konnten die Hurricanes mit demselben Ergebnis die Serie für sich entscheiden.
Das Conference-Finale gegen die Buffalo Sabres verlief sehr eng. Nach drei Spielen führte Buffalo mit 2-1 Siegen, doch Carolina gewann das nächste Spiel mit einem 4-0 Shutout-Sieg und auch das darauf folgende Spiel. Im sechsten Spiel hatten die Sabres die Oberhand und siegten in der Verlängerung mit 2-1. Im entscheidenden siebten Spiel führte im zweiten Drittel Buffalo mit 2-1, doch die Hurricanes trafen noch drei Mal zum Endstand von 4-2. Zum zweiten Mal innerhalb kurzer Zeit standen sie nun im Stanley-Cup-Finale.

### Der Stanley-Cup-Triumph
Im Finale standen sich zum ersten Mal in der Geschichte der NHL mit den Carolina Hurricanes und den Edmonton Oilers zwei ehemalige Teams der WHA gegenüber. Im ersten Spiel der Final-Serie lag Carolina zwischendurch mit 0-3 zurück, doch im letzten Drittel stand es 4-4 und nachdem sich Edmonton’s Torhüter Dwayne Roloson verletzte, patzte sein Ersatz Ty Conklin 30 Sekunden vor Schluss und Carolina gewann mit 5-4. Edmonton ersetzte den für den Rest der Serie ausfallenden Dwayne Roloson durch den finnischen Torhüter Jussi Markkanen. Er hatte keinen guten Einstand und die Hurricanes gewannen souverän mit 5-0. Spiel 3 gewannen die Edmonton Oilers mit 2-1 und im vierten Spiel drehten die Hurricanes das Ergebnis um und gewannen ihrerseits mit 2-1. Carolina hatte nun die Chance im nächsten Spiel in eigener Halle den Stanley Cup für sich zu entscheiden. In Raleigh stand es nach 60 Minuten 3-3, doch in der Verlängerung verloren die Hurricanes das Spiel. Im sechsten Spiel verspielten die Hurricanes ihre zweite Chance den Cup zu sichern und unterlagen deutlich mit 0-4.
Nun war die Serie 3-3 ausgeglichen und das entscheidende Spiel fand auf dem Eis der Hurricanes statt. Im Spiel 7 gingen die Hurricanes früh durch Aaron Ward in Führung. Im zweiten Drittel erhöhten die Hurricanes auf 2-0, ehe die Oilers im letzten Drittel auf 2-1 verkürzten. Wenige Minuten vor Schluss nahmen die Edmonton Oilers ihren Torhüter aus dem Spiel, um einen weiteren Angreifer aufs Eis zu schicken, damit man doch noch die Verlängerung erreicht. Die Hurricanes konterten einen Angriff der Oilers und Justin Williams traf 61 Sekunden vor Schluss ins leere Tor der Oilers zum entscheidenden 3-1.
Die Hurricanes feierten den ersten Stanley-Cup-Gewinn in ihrer Franchise-Geschichte. Der 22-jährige Torhüter der Hurricanes, Cam Ward, wurde mit der Conn Smythe Trophy als wertvollster Spieler der Playoffs geehrt. Ward ist erst der vierte Rookie, dem diese Ehre zuteilwurde.
Rod Brind’Amour und Bret Hedican mussten 15 Jahre warten, bis sie den Stanley Cup gewinnen konnten. Glen Wesley, der letzte verbliebene Spieler der Hartford Whalers im Kader der Carolina Hurricanes, musste sogar 18 Jahre warten.

### Negativer Eintrag in die Geschichtsbücher
Nach dem Stanley-Cup-Sieg hatten die Hurricanes einige Abgänge zu verzeichnen. Doug Weight und Mark Recchi kehrten zu ihren alten Teams nach St. Louis und Pittsburgh zurück. Matt Cullen wechselte zu den New York Rangers und Torhüter Martin Gerber zu den Ottawa Senators.
Einen schwachen Start hatten die Hurricanes in die Saison 2006/07 als Titelverteidiger, als sie nur einen Punkt aus den ersten vier Spielen holen konnten. Doch die Mannschaft fing sich wieder und konnte sich in Richtung Playoff-Plätzen orientieren. Doch die Hurricanes hatten mit Verletzungsproblemen zu kämpfen. Wichtige Stützen, wie František Kaberle und Cory Stillman fielen langfristig aus. Außerdem musste immer wieder eine neue Aufstellung der Verteidigungsreihen vorgenommen werden, da ständig ein anderer Spieler aus der Defensivabteilung auf der Liste der Verletzten stand. Hinzu kam, dass die Jungstars Eric Staal und Justin Williams, wie viele andere Spieler, nicht an ihre Form des Vorjahres anknüpfen konnten. Auch Torhüter Cam Ward, der auf dem Weg zum Stanley Cup zum unverhofften Helden geworden war, spielte nicht konstant genug. Die Veterane Rod Brind’Amour und Ray Whitney gehörten zu den wenigen Lichtblicken im Team. Brind’Amour spielte seine beste Saison im Trikot der Hurricanes, Whitney absolvierte mit 34 Jahren gar die beste seiner Karriere. Doch die Hurricanes schafften den Sprung in die Playoffs schließlich nicht. Bereits in der Vorsaison schrieben sie NHL-Geschichte, als sie im Stanley-Cup-Finale auf die Edmonton Oilers trafen und sich somit zum ersten Mal zwei ehemalige Teams der WHA im Finale gegenüberstanden, diesmal schrieben beide Teams Geschichte, da sich zum ersten Mal weder der Stanley-Cup-Sieger noch der Finalist des Vorjahres für die Playoffs qualifizieren konnten.

## Spielstätten

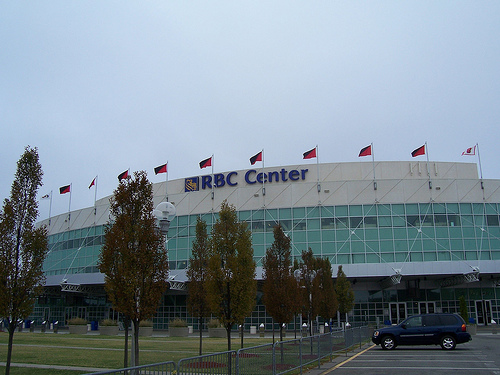
Die Fassade der Lenovo Center (noch als RBC Center)

Die Hurricanes tragen ihre Heimspiele seit 1999 im Lenovo Center, einer 18.730 Zuschauer fassenden Multifunktionsarena in Raleigh, North Carolina, aus. Die als Raleigh Entertainment & Sports Arena geplante und eröffnete Halle trug diesen Namen bis 2002. 2002 kaufte die RBC Centura Bank die Namensrechte an der Arena und gab ihr den Namen RBC Center. Die Namensrechte für die Arena hielt das Unternehmen ursprünglich bis 2022 und zahlte für die gesamte Dauer von 20 Jahren 80 Millionen US-Dollar. Die RBC Centura wurde am 19. Juni 2011 vom Unternehmen PNC Financial Services übernommen, daher fand am 15. März 2012 die Umbenennung des Gebäudes in PNC Arena statt. Nach zwölf Jahren endete Ende August 2024 der Sponsorenvertrag mit der PNC Financial Services. Neuer Namensgeber wurde am 12. September 2024 der Computer- und Smartphonehersteller Lenovo aus Hongkong. Der Vertrag läuft zunächst über zehn Jahre und die Halle heißt jetzt Lenovo Center.
Von 1997 bis 1999 spielte der Klub in der 1959 eröffneten Greensboro Coliseum, das bei Eishockeyveranstaltungen eine Kapazität von 21.273 Plätzen hat. Nachdem erst mit dem Umzug der Hurricanes aus Hartford der Hallenbau in Raleigh begann, überbrückte das Team die ersten beiden Spielzeiten im etwa 120 Kilometer entfernten Greensboro. Nach einer umfangreichen Renovierung 1993 ist das Greensboro Coliseum die größte Halle North Carolinas. In früheren Jahren spielten dort auch Teams der American Hockey League und der East Coast Hockey League.

## Farmteams
| Saison                       | Farmteam                 | Liga |
| 1997/98                      | Richmond Renegades       | ECHL |
| 1997/98–1998/99              | Beast of New Haven       | AHL  |
| 1998/99–2018/19              | Florida Everblades       | ECHL |
| 1999/00–2000/01              | Cincinnati Cyclones      | IHL  |
| 2001/02–2005/06              | Lowell Lock Monsters     | AHL  |
| 2006/07–2009/10              | Albany River Rats        | AHL  |
| 2010/11–2019/20              | Charlotte Checkers       | AHL  |
| 2019/20                      | Greenville Swamp Rabbits | ECHL |
| 2020/21–2022/23 seit 2024/25 | Chicago Wolves           | AHL  |
| 2019/20–2023/24              | Norfolk Admirals         | ECHL |

Wie alle NHL-Teams unterhalten auch die Hurricanes mehrere Farmteams in unterklassigen Ligen. Die wichtigste Talentschmiede stellten bis zum Ende der Saison 2022/23 die Chicago Wolves aus der American Hockey League (AHL) dar, sodass man vorerst ohne AHL-Kooperation verbleibt. Die AHL ist als Minor League der Klasse AAA und somit der höchstmöglichen Stufe unterhalb der NHL deklariert. Dort kooperierte man davor zehn Jahre mit den Charlotte Checkers. Neben dem AHL-Klub arbeiten die Hurricanes seit der Saison 2021/22 mit den Norfolk Admirals aus der ECHL zusammen, nachdem dort über 20 Jahre lang eine Kooperation mit den Florida Everblades bestanden hatte. In der Saison 2023/24 war diese Zusammenarbeit allerdings nur noch inoffiziell, da die Admirals offiziell mit den Winnipeg Jets zusammenarbeiten. Zur Saison 2024/25 nehmen die Hurricanes wieder die Kooperation mit den Chicago Wolves auf.
Nach dem Umzug aus Hartford war in der ECHL die Zusammenarbeit mit den Richmond Renegades noch ein Jahr fortgeführt worden, während man in der AHL mit Beast of New Haven einen neuen Partner gefunden hatte. Von 2001 bis 2006 waren die Lowell Lock Monsters Partner in der AHL und von 2006 bis 2010 die Albany River Rats.

## Erfolge und Ehrungen

### Sportliche Erfolge
| Stanley Cups             |                           |
| Saison                   |                           |
| 2005/06                  |                           |
| Conference Championships | Saison                    |
| Prince of Wales Trophy   | 2001/02, 2005/06          |
| Division Championships   | Saison                    |
| Southeast Division       | 1998/99, 2001/02, 2005/06 |
| Central Division         | 2020/21                   |
| Metropolitan Division    | 2021/22, 2022/23          |

Den bisher größten Erfolg seit dem Umzug aus Hartford feierten die Carolina Hurricanes in der Saison 2005/06, als sie zum ersten Mal den prestigeträchtigen Stanley Cup gewinnen konnten. Dabei besiegten sie in der Finalserie die Edmonton Oilers im entscheidenden siebten Spiel. Mit dem Einzug in die Finalserie war auch der Gewinn der Prince of Wales Trophy verbunden, die die Hurricanes bereits in der Saison 2001/02 errungen hatten, als sie ebenfalls als bestes Team der NHL Eastern Conference ins Finale einzogen. Damals unterlagen sie jedoch den Detroit Red Wings deutlich in fünf Partien.
Neben diesen Titeln stehen weitere drei Titel als Sieger der Southeast Division sowie zwei der Metropolitan Division und ein Gewinn der Central Division zu Buche.

### NHL Awards und All-Star Team-Nominierungen
| Auszeichnung                | Name                                        | Saison                   |
| Calder Memorial Trophy      | Jeff Skinner                                | 2010/11                  |
| Conn Smythe Trophy          | Cam Ward                                    | 2005/06                  |
| Frank J. Selke Trophy       | Rod Brind’Amour                             | 2005/06 2006/07          |
| Jack Adams Award            | Rod Brind’Amour                             | 2020/21                  |
| King Clancy Memorial Trophy | Ron Francis                                 | 2001/02                  |
| Lady Byng Memorial Trophy   | Ron Francis Jaccob Slavin                   | 2001/02 2020/21, 2023/24 |
| NHL Foundation Player Award | Ron Francis                                 | 2001/02                  |
| William M. Jennings Trophy  | Frederik Andersen Antti Raanta              | 2021/22                  |
| All-Rookie Team             | Shane Willis Jeff Skinner Pjotr Kotschetkow | 2000/01 2010/11 2023/24  |
| Second All-Star Team        | Eric Staal                                  | 2005/06                  |

### NHL All-Star Game-Nominierungen
| Jahr | Name                                      |
| 1999 | Artūrs Irbe Keith Primeau                 |
| 2000 | Sami Kapanen                              |
| 2001 | Sandis Ozoliņš                            |
| 2002 | Sandis Ozoliņš Sami Kapanen David Tanabe* |
| 2003 | Jeff O’Neill Erik Cole*                   |
| 2004 | Eric Staal*                               |
| 2007 | Eric Staal Justin Williams                |
| 2008 | Eric Staal                                |
| 2009 | Eric Staal                                |
| 2011 | Jeff Skinner Eric Staal Cam Ward          |

| Jahr | Name                                            |
| 2012 | Justin Faulk**                                  |
| 2015 | Justin Faulk                                    |
| 2016 | Justin Faulk                                    |
| 2017 | Justin Faulk                                    |
| 2018 | Noah Hanifin                                    |
| 2019 | Sebastian Aho                                   |
| 2020 | Dougie Hamilton*** Jaccob Slavin                |
| 2022 | Frederik Andersen Sebastian Aho Rod Brind’Amour |
| 2023 | Andrei Swetschnikow Rod Brind’Amour             |
| 2024 | Sebastian Aho                                   |

Nachdem kein Spieler der Hurricanes 1998 Berücksichtigung gefunden hatte, nahmen 1999 mit Artūrs Irbe und Keith Primeau gleich zwei Spieler am All-Star Game teil. Nachdem auch der Vertreter im folgenden Jahr, Sami Kapanen, sich nicht in die Scorerliste eintrug, war es Sandis Ozoliņš 2001 mit einer Vorlage vorbehalten, der erste Scorer für die Hurricanes in einem All-Star Game zu sein. Ein Jahr später bereitete er kurz vor Ende des Spiels erneut ein Tor vor. Zum Abschluss kam dieses Mal Sami Kapanen, der ins leere Tor traf. Eric Staal verzeichnet bisher vier Teilnahmen für Carolina und hält somit auch den Franchiserekord. 2007 stand er gemeinsam mit Justin Williams im Kader. Williams legte Staal zuerst ein Tor auf, bevor er sich auch selbst in die Torschützenliste eintrug. 2008 gelang es Eric Staal einen knappen Rückstand mit einem Tor und einer Vorlage in den letzten Minuten noch zu drehen. Durch ein weiteres Tor im ersten Drittel war er bester Scorer und wurde zum wertvollsten Spieler des All-Star Games gewählt. 2011 wurden erstmals drei Spieler der Hurricanes zu einem NHL All-Star Game nominiert. Neben Eric Staal waren dies auch Torhüter Cam Ward und der Rookie Jeff Skinner. Alle drei spielten gemeinsam im Team Staal und beide Feldspieler trugen sich in die Scorerliste ein.

### Saisonstatistik
Abkürzungen: GP = Spiele, W = Siege, L = Niederlagen, T = Unentschieden, OTL = Niederlagen nach Overtime, Pts = Punkte, GF = Erzielte Tore, GA = Gegentore
| Saison   | GP   | W    | L   | T  | OTL | Pts  | GF   | GA   | Platz            | Playoffs |
| 1997/98  | 82   | 33   | 41  | 8  | —   | 74   | 200  | 219  | 6., Northeast    | nicht qualifiziert |
| 1998/99  | 82   | 34   | 30  | 18 | —   | 86   | 210  | 202  | 1., Southeast    | Niederlage im Conference Viertelfinale, 2:4 (Boston) |
| 1999/00  | 82   | 37   | 35  | 10 | 0   | 84   | 217  | 216  | 3., Southeast    | nicht qualifiziert |
| 2000/01  | 82   | 38   | 32  | 9  | 3   | 88   | 212  | 225  | 2., Southeast    | Niederlage im Conference Viertelfinale, 2:4 (New Jersey) |
| 2001/02  | 82   | 35   | 26  | 16 | 5   | 91   | 217  | 217  | 1., Southeast    | Sieg im Conference Viertelfinale, 4:2 (New Jersey) Sieg im Conference Halbfinale, 4:2 (Montréal) Sieg im Conference-Finale, 4:2 (Toronto) Niederlage im Stanley Cup Finale, 1:4 (Detroit) |
| 2002/03  | 82   | 22   | 43  | 11 | 6   | 61   | 171  | 240  | 5., Southeast    | nicht qualifiziert |
| 2003/04  | 82   | 28   | 34  | 14 | 6   | 76   | 172  | 209  | 3., Southeast    | nicht qualifiziert |
| 2004/051 | —    | —    | —   | —  | —   | —    | —    | —    | —                | — |
| 2005/06  | 82   | 52   | 22  | —  | 8   | 112  | 294  | 260  | 1., Southeast    | Sieg im Conference Viertelfinale, 4:2 (Montréal) Sieg im Conference Halbfinale, 4:1 (New Jersey) Sieg im Conference-Finale, 4:3 (Buffalo) Sieg im Stanley Cup Finale, 4:3 (Edmonton)      |
| 2006/07  | 82   | 40   | 34  | —  | 8   | 88   | 241  | 253  | 3., Southeast    | nicht qualifiziert |
| 2007/08  | 82   | 43   | 33  | —  | 6   | 92   | 252  | 249  | 2., Southeast    | nicht qualifiziert |
| 2008/09  | 82   | 45   | 30  | —  | 7   | 97   | 239  | 226  | 2., Southeast    | Sieg im Conference Viertelfinale, 4:3 (New Jersey) Sieg im Conference Halbfinale, 4:3 (Boston) Niederlage im Conference-Finale, 0:4 (Pittsburgh)                                          |
| 2009/10  | 82   | 35   | 37  | —  | 10  | 80   | 230  | 256  | 4., Southeast    | nicht qualifiziert |
| 2010/11  | 82   | 40   | 31  | —  | 11  | 91   | 236  | 239  | 3., Southeast    | nicht qualifiziert |
| 2011/12  | 82   | 33   | 33  | —  | 16  | 82   | 213  | 243  | 5., Southeast    | nicht qualifiziert |
| 2012/132 | 48   | 19   | 25  | —  | 4   | 42   | 128  | 160  | 3., Southeast    | nicht qualifiziert |
| 2013/14  | 82   | 36   | 35  | —  | 11  | 81   | 201  | 225  | 7., Metropolitan | nicht qualifiziert |
| 2014/15  | 82   | 30   | 41  | —  | 11  | 71   | 188  | 226  | 8., Metropolitan | nicht qualifiziert |
| 2015/16  | 82   | 35   | 31  | —  | 16  | 86   | 198  | 226  | 6., Metropolitan | nicht qualifiziert |
| 2016/17  | 82   | 36   | 31  | —  | 15  | 87   | 212  | 230  | 7., Metropolitan | nicht qualifiziert |
| 2017/18  | 82   | 36   | 35  | —  | 11  | 83   | 225  | 253  | 6., Metropolitan | nicht qualifiziert |
| 2018/19  | 82   | 46   | 29  | —  | 7   | 99   | 243  | 221  | 4., Metropolitan | Sieg im Conference-Viertelfinale, 4:3 (Washington) Sieg im Conference-Halbfinale, 4:0 (NY Islanders) Niederlage im Conference-Finale, 0:4 (Boston)                                        |
| 2019/203 | 68   | 38   | 25  | —  | 5   | 81   | 217  | 193  | 4., Metropolitan | Sieg in der Qualifizierungsrunde, 3:0 (NY Rangers) Niederlage im Conference-Viertelfinale, 1:4 (Boston)                                                                                   |
| 2020/213 | 56   | 36   | 12  | —  | 8   | 80   | 175  | 134  | 1., Central      | Sieg in der ersten Runde, 4:2 (Nashville) Niederlage in der zweiten Runde, 1:4 (Tampa Bay)                                                                                                |
| 2021/22  | 82   | 54   | 20  | —  | 8   | 116  | 277  | 200  | 1., Metropolitan | Sieg im Conference-Viertelfinale, 4:3 (Boston) Niederlage im Conference-Halbfinale, 3:4 (NY Rangers)                                                                                      |
| 2022/23  | 82   | 52   | 21  | —  | 9   | 113  | 262  | 210  | 1., Metropolitan | Sieg im Conference-Viertelfinale, 4:2 (NY Islanders) Sieg im Conference-Halbfinale, 4:1 (New Jersey) Niederlage im Conference-Finale, 0:4 (Florida)                                       |
| 2023/24  | 82   | 52   | 23  | —  | 7   | 111  | 277  | 211  | 2., Metropolitan | Sieg im Conference-Viertelfinale, 4:1 (NY Islanders) Niederlage im Conference-Halbfinale, 2:4 (NY Rangers)                                                                                |
| 2024/25  | 82   | 47   | 30  | —  | 5   | 99   | 266  | 230  | 2., Metropolitan | Sieg im Conference-Viertelfinale, 4:1 (New Jersey) Sieg im Conference-Halbfinale, 4:1 (Washington) Niederlage im Conference-Finale, 1:4 (Florida)                                         |
| Gesamt   | 2140 | 1032 | 819 | 86 | 203 | 2351 | 5887 | 5973 |                  | 12 Playoff-Teilnahmen 30 Serien: 19 Siege, 11 Niederlagen 167 Spiele: 88 Siege, 79 Niederlagen                                                                                            |

1 Saison wegen des NHL-Lockout 2004/05 ausgefallen
2 Saison wegen des NHL-Lockout 2012/13 verkürzt
3 Saison wegen der COVID-19-Pandemie verkürzt

### Franchiserekorde
Hier sind alle Rekorde gelistet, die seit dem Bestehen des Franchise in der NHL aufgestellt wurden, also auch für den Zeitraum von 1979 bis 1997, als das Franchise als Hartford Whalers agierte.

#### Karriere
|                                   | Name         | Anzahl                                 |
| Meiste Spiele                     | Ron Francis  | 1.186 (in 16 Spielzeiten)              |
| Meiste aufeinanderfolgende Spiele | Dave Tippett | 419 (3. März 1984 bis 7. Oktober 1989) |
| Meiste Tore                       | Ron Francis  | 382                                    |
| Meiste Vorlagen                   | Ron Francis  | 793                                    |
| Meiste Punkte                     | Ron Francis  | 1.175 (382 Tore + 793 Vorlagen)        |
| Meiste Strafminuten               | Kevin Dineen | 1.439                                  |
| Meiste Shutouts                   | Cam Ward     | 27                                     |

#### Saison
|                               | Name             | Anzahl                                                  | Saison          |
| Meiste Tore                   | Blaine Stoughton | 56                                                      | 1979/80         |
| Meiste Vorlagen               | Ron Francis      | 69                                                      | 1989/90         |
| Meiste Punkte                 | Mike Rogers      | 105 (44 Tore + 61 Vorlagen) 105 (40 Tore + 65 Vorlagen) | 1979/80 1980/81 |
| Meiste Punkte als Rookie      | Sylvain Turgeon  | 72 (40 Tore + 32 Vorlagen)                              | 1983/84         |
| Meiste Punkte als Verteidiger | Mark Howe        | 80 (24 Tore + 56 Vorlagen)                              | 1979/80         |
| Meiste Strafminuten           | Torrie Robertson | 358                                                     | 1985/86         |
| Meiste Siege als Torhüter     | Cam Ward         | 39                                                      | 2008/09         |

### Mannschaftsrekorde
Die gelisteten Rekorde beinhalten ausschließlich Leistungen, die seit dem Umzug und der Umbenennung in Carolina Hurricanes im Jahr 1997 erreicht wurden.

#### Karriere
|                     | Name       | Anzahl                        |
| Meiste Spiele       | Eric Staal | 909 (in 12 Spielzeiten)       |
| Meiste Tore         | Eric Staal | 322                           |
| Meiste Vorlagen     | Eric Staal | 453                           |
| Meiste Punkte       | Eric Staal | 775 (322 Tore + 453 Vorlagen) |
| Meiste Strafminuten | Eric Staal | 678                           |
| Meiste Shutouts     | Cam Ward   | 27                            |

#### Saison
|                               | Name            | Anzahl                      | Saison  |
| Meiste Tore                   | Eric Staal      | 45                          | 2005/06 |
| Meiste Vorlagen               | Rod Brind’Amour | 56                          | 2006/07 |
| Meiste Punkte                 | Eric Staal      | 100 (45 Tore + 55 Vorlagen) | 2005/06 |
| Meiste Punkte als Rookie      | Jeff Skinner    | 63 (31 Tore + 32 Vorlagen)  | 2010/11 |
| Meiste Punkte als Verteidiger | Brent Burns     | 61 (18 Tore + 43 Vorlagen)  | 2022/23 |
| Meiste Strafminuten           | Stu Grimson     | 204                         | 1997/98 |
| Meiste Siege als Torhüter     | Cam Ward        | 39                          | 2008/09 |

## Trainer
Abkürzungen: GC = Spiele, W = Siege, L = Niederlagen, T = Unentschieden, OTL = Niederlagen nach
Overtime, Pts = Punkte, Pts % = Punktquote
| Name             | Saison            | Reguläre Saison | Reguläre Saison | Reguläre Saison | Reguläre Saison | Reguläre Saison | Reguläre Saison | Reguläre Saison | Playoffs | Playoffs | Playoffs |
| Name             | Saison            | GC              | W               | L               | T               | OTL             | Pts             | Pts %           | GC       | W        | L        |
| Paul Maurice     | 1997/98–2003/04*  | 522             | 207             | 219             | 80              | 16              | 510             | .489            | 35       | 17       | 18       |
| Peter Laviolette | 2003/04*–2008/09* | 323             | 167             | 122             | 6               | 28              | 368             | .570            | 25       | 16       | 9        |
| Paul Maurice     | 2008/09*–2011/12* | 246             | 116             | 100             | —               | 30              | 262             | .532            | 18       | 8        | 10       |
| Kirk Muller      | 2011/12–2013/14   | 187             | 80              | 80              | —               | 27              | 187             | .500            | —        | —        | —        |
| Bill Peters      | 2014/15–2017/18   | 328             | 137             | 138             | —               | 53              | 327             | .498            | —        | —        | —        |
| Rod Brind’Amour  | seit 2018/19      | 534             | 325             | 160             | —               | 49              | 699             | .654            | 89       | 47       | 42       |

* Wechsel während der laufenden Saison

## General Manager
| Name           | Saison           |
| Jim Rutherford | 1997/98–2013/14  |
| Ron Francis    | 2013/14–2017/18* |
| Don Waddell    | 2018/19–2023/24  |
| Eric Tulsky    | seit 2024/25     |

* Wechsel während der laufenden Saison
Ähnlich wie auf der Trainerposition war auch die Position des General Managers sehr kontinuierlich besetzt. Seit der Premierensaison 1997/98 bekleidete der Kanadier Jim Rutherford diese Rolle, die er auch schon vor dem Umzug des Teams im Jahr 1994 bei den Hartford Whalers ausübte. Zum Ende der Saison 2013/14 trat Rutherford von allen Ämtern bei den Hurricanes zurück und sein bisheriger Assistent, Ron Francis, übernahm. Francis leitete die Geschicke des Teams bis März 2018, als er auf Wunsch des neuen Eigentümers Tom Dundon die Position des President of Hockey Operations übernahm, jedoch wenig später entlassen wurde. Seine Nachfolge trat Don Waddell an, der die Geschicke des Teams sechs Jahre lang leitete, ehe er nach der Saison 2023/24 zurücktrat und vorerst interimsweise durch Eric Tulsky ersetzt wurde, seinen bisherigen Assistenten. Dieser wurde wenig später als feste Nachfolge etabliert.

## Spieler

### Kader der Saison 2024/25
Stand: 22. Juni 2025
| Nr. | Nat.                          | Spieler              | Pos. | Geburtsdatum       | in Org. seit | Geburtsort                         |
| --- | ----------------------------- | -------------------- | ---- | ------------------ | ------------ | ---------------------------------- |
| 31  | Danemark                      | Frederik Andersen    | G    | 2. Oktober 1989    | 2021         | Herning, Dänemark                  |
| 52  | Russland                      | Pjotr Kotschetkow    | G    | 25. Juni 1999      | 2021         | Pensa, Dänemark                    |
| 41  | Kanada                        | Spencer Martin       | G    | 8. Juni 1995       | 2024         | Oakville, Ontario, Kanada          |
| 8   | Kanada                        | Brent Burns          | D    | 9. März 1985       | 2022         | Barrie, Ontario, Kanada            |
| 5   | Vereinigte Staaten            | Jalen Chatfield      | D    | 15. Mai 1996       | 2021         | Ypsilanti, Michigan, USA           |
| 4   | Vereinigte Staaten Frankreich | Shayne Gostisbehere  | D    | 20. April 1993     | 2024         | Pembroke Pines, Florida, USA       |
| 7   | Russland                      | Dmitri Orlow         | D    | 23. Juli 1991      | 2023         | Nowokusnezk, Russische SFSR        |
| 74  | Vereinigte Staaten            | Jaccob Slavin – A    | D    | 1. Mai 1994        | 2015         | Denver, Colorado, USA              |
| 42  | Kanada                        | Ty Smith             | D    | 24. März 2000      | 2024         | Lloydminster, Alberta, Kanada      |
| 26  | Kanada                        | Sean Walker          | D    | 13. November 1994  | 2024         | Keswick, Ontario, Kanada           |
| 20  | Finnland                      | Sebastian Aho – A    | C    | 26. Juli 1997      | 2016         | Rauma, Finnland                    |
| 53  | Vereinigte Staaten            | Jackson Blake        | RW   | 3. August 2003     | 2024         | Fargo, North Dakota, USA           |
| 28  | Kanada                        | William Carrier      | LW   | 20. Dezember 1994  | 2024         | LaSalle, Québec, Kanada            |
| 71  | Kanada                        | Taylor Hall          | LW   | 14. November 1991  | 2025         | Calgary, Alberta, Kanada           |
| 77  | Kanada                        | Mark Jankowski       | C    | 13. September 1994 | 2025         | Hamilton, Ontario, Kanada          |
| 24  | Kanada                        | Seth Jarvis          | C    | 1. Februar 2002    | 2020         | Winnipeg, Manitoba, Kanada         |
| 27  | Kanada                        | Tyson Jost           | C    | 14. März 1998      | 2024         | St. Albert, Alberta, Kanada        |
| 82  | Finnland                      | Jesperi Kotkaniemi   | C    | 6. Juli 2000       | 2021         | Pori, Finnland                     |
| 48  | Kanada                        | Jordan Martinook – A | LW   | 25. Juli 1992      | 2018         | Brandon, Manitoba, Kanada          |
| 50  | Vereinigte Staaten            | Eric Robinson        | LW   | 14. Juni 1995      | 2024         | Bellmawr, New Jersey, USA          |
| 98  | Vereinigte Staaten            | Jack Roslovic        | C    | 29. Januar 1997    | 2024         | Columbus, Ohio, USA                |
| 11  | Kanada                        | Jordan Staal – C     | C    | 10. September 1988 | 2012         | Thunder Bay, Ontario, Kanada       |
| 22  | Kanada                        | Logan Stankoven      | C    | 26. Februar 2003   | 2025         | Kamloops, British Columbia, Kanada |
| 37  | Russland                      | Andrei Swetschnikow  | RW   | 26. März 2000      | 2018         | Barnaul, Russland                  |

### Mannschaftskapitäne
| Jahr      | Name                                                    |
| 1997–1998 | Kevin Dineen                                            |
| 1998–1999 | Keith Primeau                                           |
| 1999–2004 | Ron Francis                                             |
| 2005–2010 | Rod Brind’Amour (bis Spiel 48 der Saison 2009/10)       |
| 2010–2016 | Eric Staal (ab Spiel 49 der Saison 2009/10)             |
| 2016–2017 | vier Assistenzkapitäne (Faulk, Rask, Skinner, J. Staal) |
| 2017–2018 | Justin Faulk & Jordan Staal (Co-Kapitäne)               |
| 2018–2019 | Justin Williams                                         |
| seit 2019 | Jordan Staal                                            |

### Mitglieder der Hockey Hall of Fame
- Tom Barrasso
- Gordie Howe
- Dave Keon
- Paul Coffey
- Mark Recchi

### Gesperrte Trikotnummern
| Nr. | Name            | Sperrungsdatum             |
| 2   | Glen Wesley     | 17. Februar 2009           |
| 3   | Steve Chiasson  | nicht offiziell            |
| 9   | Gordie Howe     | nicht offiziell            |
| 10  | Ron Francis     | 28. Januar 2006            |
| 12  | Eric Staal      | 12. Januar 2025            |
| 17  | Rod Brind’Amour | 18. Februar 2011           |
| 63  | Josef Vašíček   | nicht offiziell            |
| 99  | Wayne Gretzky   | 6. Februar 2000 (ligaweit) |

In ihrer Franchise-Geschichte haben die Carolina Hurricanes bisher vier Trikotnummern offiziell gesperrt, zuletzt im Januar 2025. Zudem werden drei weitere inoffiziell nicht mehr vergeben.
Diese Nummern hängen als Banner im RBC Center und werden an keinen Spieler der Carolina Hurricanes mehr vergeben. Außerdem ist die Nummer 3 von Steve Chiasson, der zwischen 1996 und 1999 zum Team gehörte, nachdem er bei einem Autounfall tödlich verunglückte, inoffiziell gesperrt. Ebenfalls inoffiziell gesperrt ist die Nummer 63 von Josef Vašíček. Er verstarb beim Absturz der Flugmaschine mit der KHL-Mannschaft Lokomotive Jaroslawl. Die Nummer 9 von Gordie Howe, zwischen 1977 und 1980 für das Vorgänger-Franchise aktiv, wurde in Hartford gesperrt, das Banner nach der Umsiedelung jedoch nicht mit nach Carolina übernommen worden. Seitdem gilt die Trikotnummer als inoffiziell gesperrt, da sie weiterhin kein Spieler trägt.
Die Rückennummer 99 ist generell in der NHL zu Ehren von Wayne Gretzky gesperrt worden.

### Erstrunden-Wahlrechte im NHL Entry Draft
| Name           | Jahr | Draft-Position |
| Nikos Tselios  | 1997 | 22.            |
| Jeff Heerema   | 1998 | 11.            |
| David Tanabe   | 1999 | 16.            |
| Igor Knjasew   | 2001 | 15.            |
| Cam Ward       | 2002 | 25.            |
| Eric Staal     | 2003 | 2.             |
| Andrew Ladd    | 2004 | 4.             |
| Jack Johnson   | 2005 | 3.             |
| Brandon Sutter | 2007 | 11.            |

| Name             | Jahr | Draft-Position |
| Zach Boychuk     | 2008 | 14.            |
| Philippe Paradis | 2009 | 27.            |
| Jeff Skinner     | 2010 | 7.             |
| Ryan Murphy      | 2011 | 12.            |
| Elias Lindholm   | 2013 | 5.             |
| Haydn Fleury     | 2014 | 7.             |
| Noah Hanifin     | 2015 | 5.             |
| Jake Bean        | 2016 | 13.            |
| Julien Gauthier  | 2016 | 21.            |

| Name                | Jahr | Draft-Position |
| Martin Nečas        | 2017 | 12.            |
| Andrei Swetschnikow | 2018 | 2.             |
| Ryan Suzuki         | 2019 | 28.            |
| Seth Jarvis         | 2020 | 13.            |
| Bradly Nadeau       | 2023 | 30.            |

### Top-Punktesammler
Die zehn besten Punktesammler in der Geschichte der Carolina Hurricanes bis zum Ende der regulären Saison 2024/25 und der Playoffs 2025.
Abkürzungen: Pos = Position, GP = Spiele, G = Tore, A = Vorlagen, Pts = Punkte, P/G = Punkte pro Spiel
| Name                | Pos | Saison          | GP  | G   | A   | Pts | P/G  |
| Eric Staal          | C   | 2003/04–2015/16 | 909 | 322 | 453 | 775 | 0,85 |
| Sebastian Aho       | C   | seit 2016/17    | 677 | 283 | 348 | 631 | 0,93 |
| Rod Brind’Amour     | C   | 1999/00–2009/10 | 694 | 174 | 299 | 473 | 0,68 |
| Jordan Staal        | C   | seit 2012/13    | 897 | 178 | 285 | 463 | 0,52 |
| Teuvo Teräväinen    | LW  | 2016/17–2023/24 | 555 | 138 | 277 | 415 | 0,75 |
| Jeff Skinner        | C   | 2010/11–2017/18 | 579 | 204 | 175 | 379 | 0,65 |
| Andrei Swetschnikow | RW  | seit 2018/19    | 478 | 151 | 213 | 364 | 0,76 |
| Erik Cole           | LW  | 2001/02–2007/08 | 557 | 168 | 195 | 363 | 0,65 |
| Erik Cole           | LW  | 2008/09–2010/11 | 557 | 168 | 195 | 363 | 0,65 |
| Jeff O’Neill        | C   | 1997/98–2003/04 | 536 | 176 | 183 | 359 | 0,67 |
| Ron Francis         | C   | 1998/99–2003/04 | 472 | 118 | 236 | 354 | 0,75 |

| Name                | Pos | GP | G  | A  | Pts | P/G  |
| Sebastian Aho       | C   | 89 | 34 | 51 | 85  | 0,96 |
| Andrei Swetschnikow | RW  | 66 | 23 | 25 | 48  | 0,73 |
| Eric Staal          | C   | 43 | 19 | 24 | 43  | 1,00 |
| Seth Jarvis         | C   | 55 | 19 | 24 | 43  | 0,78 |
| Jaccob Slavin       | D   | 86 | 9  | 31 | 40  | 0,47 |
| Teuvo Teräväinen    | LW  | 65 | 19 | 20 | 39  | 0,60 |
| Rod Brind’Amour     | C   | 72 | 18 | 20 | 38  | 0,53 |
| Jordan Staal        | C   | 89 | 15 | 22 | 37  | 0,42 |
| Jordan Martinook    | LW  | 76 | 8  | 25 | 33  | 0,43 |
| Martin Nečas        | C   | 59 | 11 | 19 | 30  | 0,51 |

### Bekannte ehemalige Spieler
- Keith Primeau (96/97 bis 99/00)
- Gary Roberts (97/98 bis 99/00)
- Artūrs Irbe (98/99 bis 03/04)
- Sandis Ozoliņš (99/00 bis 01/02)
- Ron Francis (81/82 bis 90/91, 98/99 bis 03/04)
- Sami Kapanen (95/96 bis 02/03)
- Geoff Sanderson (90/91 bis 97/98)
- Jeff O’Neill (95/96 bis 04/05)
- Martin Gerber (04/05 bis 05/06)